# 世良田氏
世良田（せらた、せらだ）氏は、鎌倉時代に清和源氏の新田氏から分立した上野国新田荘世良田郷（現在の群馬県太田市世良田町）の豪族。 

## 概要

### 新田本宗家に従う
新田義重の四男・義季（新田義兼の同母弟）が、父義重から世良田郷を譲られ、その地頭になることによって実質的に成立した。義季は得川郷（現在の太田市徳川町）を長子の四郎太郎頼有に与え、世良田郷は次子頼氏に継承させた。頼氏は世良田弥四郎を称し、世良田氏の名を興した。義季は禅寺長楽寺を建立したという。
義季・頼氏父子は世良田近辺の所領の開発を進め、世良田氏は新田一族中の有力者として台頭する。本宗家の新田政義が幕府の禁忌に触れて新田氏の惣領職を奪われると、岩松氏とともに世良田頼氏が惣領職を分担するに至った。頼氏は幕府に重きをなしたが、1272年に失脚して佐渡に流された。
長楽寺も北条得宗家に奪われて、皮肉にもその支援によって関東十刹（鎌倉十刹）に数えられる繁栄を遂げることになる（北条氏滅亡後に新田一族が奪還する）。
頼氏のあとは嫡男の教氏、その子・家時と継承された。
鎌倉時代末の争乱が始まると、家時の子弥次郎満義は惣領新田義貞に従って鎌倉攻めに参戦し、北条高時以下の北条氏を滅ぼした。
その後の満義は南北朝時代の争乱下においても、一族の江田行義（教氏の弟の有氏の子）とともに義貞に従い続き、南朝方として、終始活躍した。
その一方、満義の一族世良田義政は、下野国を拠点とした。彼は一族の義周とともに足利氏（尊氏など）を中心とした北朝方として、功績を残し上総国守護になっている。その末裔は、四職の山名氏の因幡国・伯耆国の守護に随行したという。因幡徳川氏（後に森本氏）と改め、家老の森本将監などが出たという。

### 創作の中に見える世良田氏
天野信景が創作した『浪合記』によると、満義の嫡子の政義は信濃国で南朝方を率いた宗良親王（後醍醐天皇の皇子）に仕えて世良田郷を離れる。しかし至徳2年（1385年）に、庶長子の親季とともに信濃国浪合村（長野県下伊那郡阿智村）で戦死してしまったという（浪合の合戦）。
政親には男子がなく、世良田郷領主の世良田氏嫡流はここに断絶した（政義には庶子の政満（義秋）もおり、ともに浪合の合戦で散ったという）。

### 室町時代以降の世良田氏
清水昇『消された一族』によれば、政親の娘の子・脇屋義則（新田義宗を父とする）が世良田の名跡を継いだという。義則の討死ののち、子・新田祐義は下野国真船村に住み、子孫は武田氏などに仕えたが、徳川家康の台頭に伴い真船氏を称した。真船氏の一部は戦国時代に陸奥国会津郡に移って瀬良田氏を称したとされる。
支族の江田氏は、新田宗家の命により丹波に派遣されていたが、細川氏のちには波多野氏に従うようになり丹波綾部の豪族として安土桃山時代まで命脈を伝えた。

### 三河松平氏が世良田氏後裔を称した経緯
三河国の戦国大名松平氏は、松平清康のとき清和源氏世良田氏の後裔と称するようになった。
清康は三河の支配層である守護足利系吉良氏への対立軸として、自身を新田源氏の名門に繋げるために、三河松平郷で没した政親（政義の子、親季の弟）の存在に着目したという。さらに政親の祖先である世良田頼氏は三河守、三河の支配者の先祖として、着眼した清康は自身の安祥松平家の世襲の通称「次郎三郎」を用い、「世良田次郎三郎清康」と称したという。
清康の孫の松平家康は初め清康からの流れとして世良田氏を称していたが、1566年、三河統一のため三河守任官を望んだ際、「世良田氏に三河守叙任の前例はない」と拒否された。そこで家康は近衛前久に相談した。近衛前久は松平氏の祖とされる世良田義季が得川氏を名乗った文献があること、また新田系得川氏が藤原姓を名乗ったことがあることなどを突き止め、家康個人のみが「徳川」に「復姓」（事実上の改姓）するという特例措置を得、従五位下三河守に叙任された。
豊臣秀吉政権の傘下に入ったころから、再び新田源氏に復姓していたようである。その頃安房の里見氏（新田一族）に送った書状では、徳川氏と里見氏が新田一族の同族関係にあることを主張している。1590年に関東へ移封された前後には、新田一族に繋がる岩松氏の末裔を召し出して新田氏の系譜を尋ねている事項が記録にある。
この過程で家康が改竄させた徳川氏の系譜では、松平氏の祖は、親季（政親の兄）の遺児とする有親（長阿弥）ということにされている。
すなわち親季の戦死後、その子の有親も南朝方として戦った（信濃で戦死したとも言う）。有親の子世良田親氏は北朝方の追捕を逃れて時宗の僧となって徳阿弥と称し、流浪した。やがて三河国に流れつき、加茂郡松平郷の領主 松平信重（左衛門少尉）の娘婿になり、還俗して松平氏の名跡を継ぎ松平親氏（松平太郎左衛門親氏）と名乗ったとした。
また、江戸幕府七代将軍・徳川家継は童名を世良田鍋松と称した。
なお、新田源氏という概念自体が江戸時代に『太平記』の影響で創作された架空のものとする説を主張している谷口雄太は、清康や家康は新田氏や世良田氏を足利系の庶流として認識していた（系図の改竄も足利将軍家と繋げるものであった）とする説を唱えている。

### 泉沢氏
世良田満氏の子である経氏に始まり、その子重氏と以後子孫繁栄した。